# Constituția de la 3 mai 1791

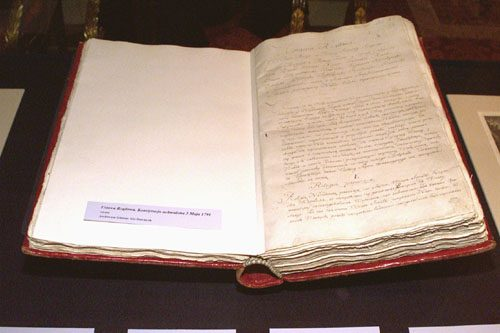
Manuscrisul oficial al constituţiei de la 3 mai

Constituția poloneză de la 3 mai 1791 (în poloneză Konstytucja Trzeciego Maja; în lituaniană Gegužės trečiosios konstitucija) este în general cunoscută ca prima constituție națională a lumii moderne din Europa și a doua din lume după constituția Statelor Unite.  Constituția din 3 mai 1791 a fost adoptată ca „Act Guvernamental” (în poloneză Ustawa rządowa) în acea zi de către Sejm (parlamentul) Uniunii Polono-Lituaniene și a rămas în vigoare timp de doar un an, până la Războiul Ruso-Polon din 1792.
Constituția din 3 mai a fost gândită cu scopul de a repara unele deficiențe politice vechi ale Uniunii Polono-Lituaniene și ale sistemului său tradițional al „Libertății de Aur”, care dădea drepturi și privilegii disproporționate nobilimii. Constituția a introdus egalitate în drepturi politice între orășeni și nobilime și i-a pus pe țărani sub protecția guvernului, ameliorând cele mai rele abuzuri asupra iobagilor. Constituția a abolit unele instituții parlamentare dăunătoare, cum era liberum veto, care la un moment dat făcea ca sejmul să fie la mila oricărui deputat care dorea, sau care era mituit de o putere străină, să respingă legile adoptate de acesta. Constituția încerca să înlocuiască anarhia existentă și întreținută de unii dintre magnații țării cu o monarhie constituțională mai democratică. Documentul a fost tradus și în lituaniană.
Adoptarea constituției din 3 mai a provocat ostilitatea activă a vecinilor Uniunii. În Războiul de Apărare a Constituției, Uniunea a fost trădată de aliatul său prusac, Frederick Wilhelm al II-lea, și învinsă de Imperiul Rus al Ecaterinei a II-a aliată cu Confederația Targowica, o coaliție de magnați polonezi și nobili fără pământ care se opuneau reformelor ce le-ar fi slăbit influența. În ciuda înfrângerii Uniunii și a celei de-a doua divizări a țării, Constituția din 3 mai a influențat mișcările democratice ulterioare. Ea a rămas, după dispariția Republicii Poloneze în 1795, timp de 123 de ani de divizare, un reper al luptei pentru restaurarea suveranității și unității Poloniei. După cum spuneau doi dintre inițiatorii săi, Ignacy Potocki⁠(d) și Hugo Kołłątaj⁠(d), ea a fost „testamentul lăsat de Patrie”.

## Contextul
Constituția din 3 mai a răspuns unei situații din ce în ce mai primejdioase în care se afla Uniunea Polono-Lituaniană, care cu doar un secol în urmă era o mare putere europeană și cel mai mare stat de pe continent. Deja cu două sute de ani înaintea adoptării ei, preotul curții regelui Sigismund al III-lea Vasa, iezuitul Piotr Skarga⁠(d), condamnase slăbiciunile individuale și colective ale Uniunii. În aceeași perioadă, scriitori și filozofi cum ar fi Andrzej Frycz Modrzewski și Wawrzyniec Grzymała Goślicki⁠(d), precum și mișcarea reformistă Egzekucja praw (Aplicarea legii) a lui Jan Zamoyski, ceruseră reforme.
La începutul secolului al XVII-lea, magnații Poloniei și Lituaniei controlau Uniunea—ei reușiseră să se asigure că nu se va face nicio reformă care să le slăbească statutul lor privilegiat („Libertatea de Aur”). Ei își cheltuiau averile pe banchete, petreceri și lux, în timp ce țărănimea trăia în sărăcie lucie iar orașele, dintre care multe erau proprietatea personală a unui mare nobil care se temea de apariția unei clase de mijloc independente, erau ținute în ruină.

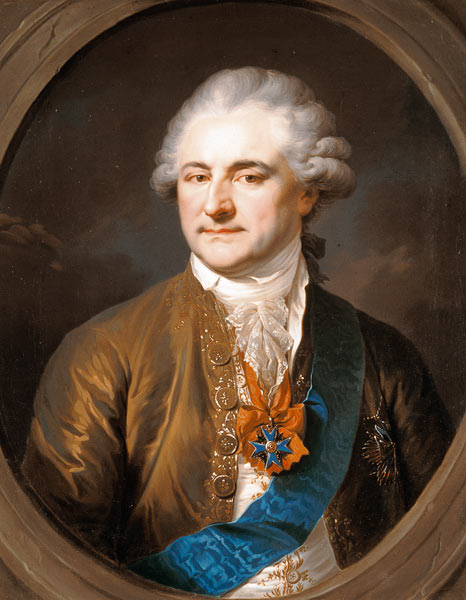
Regele Stanisław August, principalul autor al Constituției. Un an mai târziu, el a încuviințat abolirea ei.

Numeroși istorici afirmă că o cauză majoră a decăderii Uniunii a constituit-o neobișnuita instituție a vetoului liber (liberum veto), care a permis în principiu, începând cu 1652, oricărui deputat din Sejm să anuleze orice lege adoptată de acesta. Astfel, deputații mituiți de magnați sau de puterile străine, sau care pur și simplu credeau că trăiesc într-o „Epocă de Aur”, au paralizat guvernul Uniunii timp de peste un secol. Amenințarea pe care o constituia liberum veto putea fi, însă, înlăturată prin înființarea unui „sejm confederat”, care era imun la acesta. Sejmul cel Mare, de patru ani, întrunit între 1788–1792, care a adoptat Constituția de la 3 mai 1791, a fost un astfel de sejm, și doar datorită acestei imunități la vetoul liber acesta a fost capabil să adopte o lege atât de radicală.
Iluminismul căpătase influență în unele cercuri poloneze și lituaniene în timpul domniei (1764–95) ultimului său rege, Stanisław August Poniatowski, iar acesta promovase unele reforme pe scară restrânsă, cum ar fi înființarea unui minister fiscal și a unuia militar, precum și o taxă vamală unică la nivel național. Ideea reformării Uniunii a fost văzută însă cu din ce în ce mai multă suspiciune nu doar de magnați, ci și de țările vecine, care erau mulțumite de situația în care se afla Uniunea și se temeau de apariția unei puteri democratice la granițele lor.
Astfel, țarina Rusiei Ecaterina a II-a și regele Prusiei Frederick cel Mare au provocat un conflict între unii membri ai Sejmului și rege pe tema drepturilor cetățenești ale minorităților religioase. Ecaterina și Frederick și-au declarat susținerea pentru nobilimea poloneză (szlachta) și pentru „libertățile” acesteia, și până în octombrie 1767, trupele rusești se adunaseră lângă capitala Poloniei, Varșovia. Regele și susținătorii săi, puși în fața unei forțe militare rusești superioare, nu au avut de ales decât să accepte cererile Rusiei și au fost de acord, în timpul Sejmului Repnin (numit astfel după ambasadorul rus care l-a prezidat neoficial, Nikolai Repnin⁠(d)), cele cinci „principii veșnice și neschimbate” pe care Ecaterina s-a angajat să le apere „pentru toată vremea ce va veni în numele libertăților Poloniei”: libera alegere a regelui; dreptul la liberum veto; dreptul de a renunța la fidelitatea față de rege și de a se revolta împotriva acestuia (rokosz); dreptul exclusiv al șleahtei de a deține pământ și funcții oficiale; și dreptul de viață și de moarte al unui proprietar de pământ asupra țăranilor săi. Astfel, toate privilegiile nobilimii prin care sistemul politic al Uniunii („Libertățile de Aur”) devenise neguvernabil au fost garantate ca fiind veșnice prin „Legile Cardinale”. Uniunea Polono-Lituaniană a devenit astfel, efectiv, un protectorat al Imperiului Rus. Cu toate acestea, s-au adoptat câteva reforme minore, iar necesitatea unor reforme suplimentare era din ce în ce mai evidentă.
Nu toată lumea din Uniune era de acord cu supunerea regelui Stanisław August. La 29 februarie 1768, mai mulți magnați, printre care și Kazimierz Pułaski⁠(d), jurând să se opună intervenției rusești, l-au declarat pe Stanisław August „lacheu al Rusiei și al Ecaterinei” și a înființat o confederație în orașul Bar. Confederația de la Bar a declanșat un război civil cu scopul de a-l răsturna pe Rege și a luptat până în 1772, când revolta a fost înăbușită de intervenția rusească.

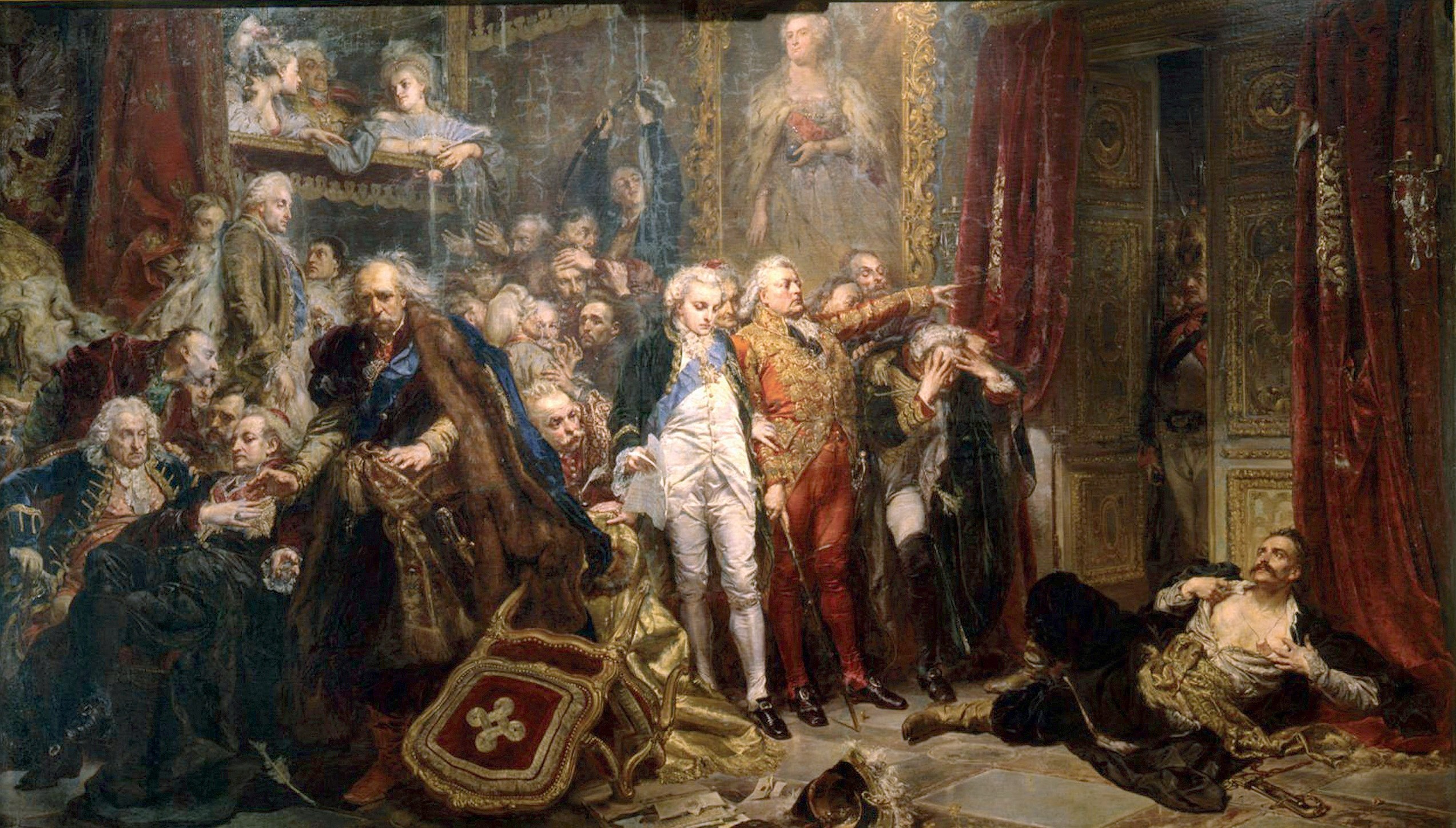
', de Matejko. În septembrie 1773, (dreapta jos) a încercat să împiedice ratificarea primei împărțiri a Uniunii împiedicându-i pe ceilalți deputați din Sejm să intre în sală.

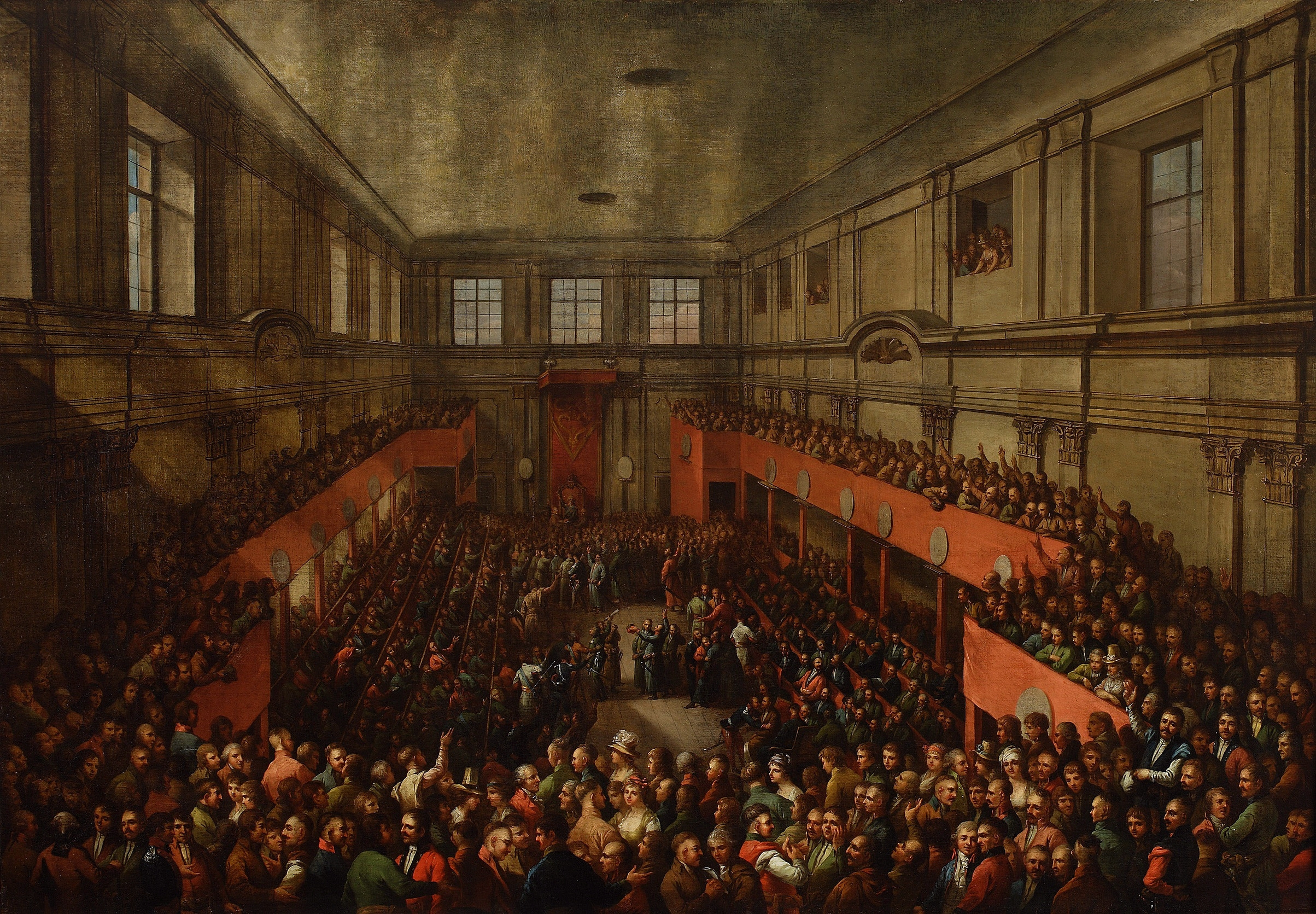
În 1791, „Marele Sejm” (sau Sejmul de Patru Ani) din 1788–92 a adoptat Constituția din 3 mai la Castelul Regal din Varșovia.

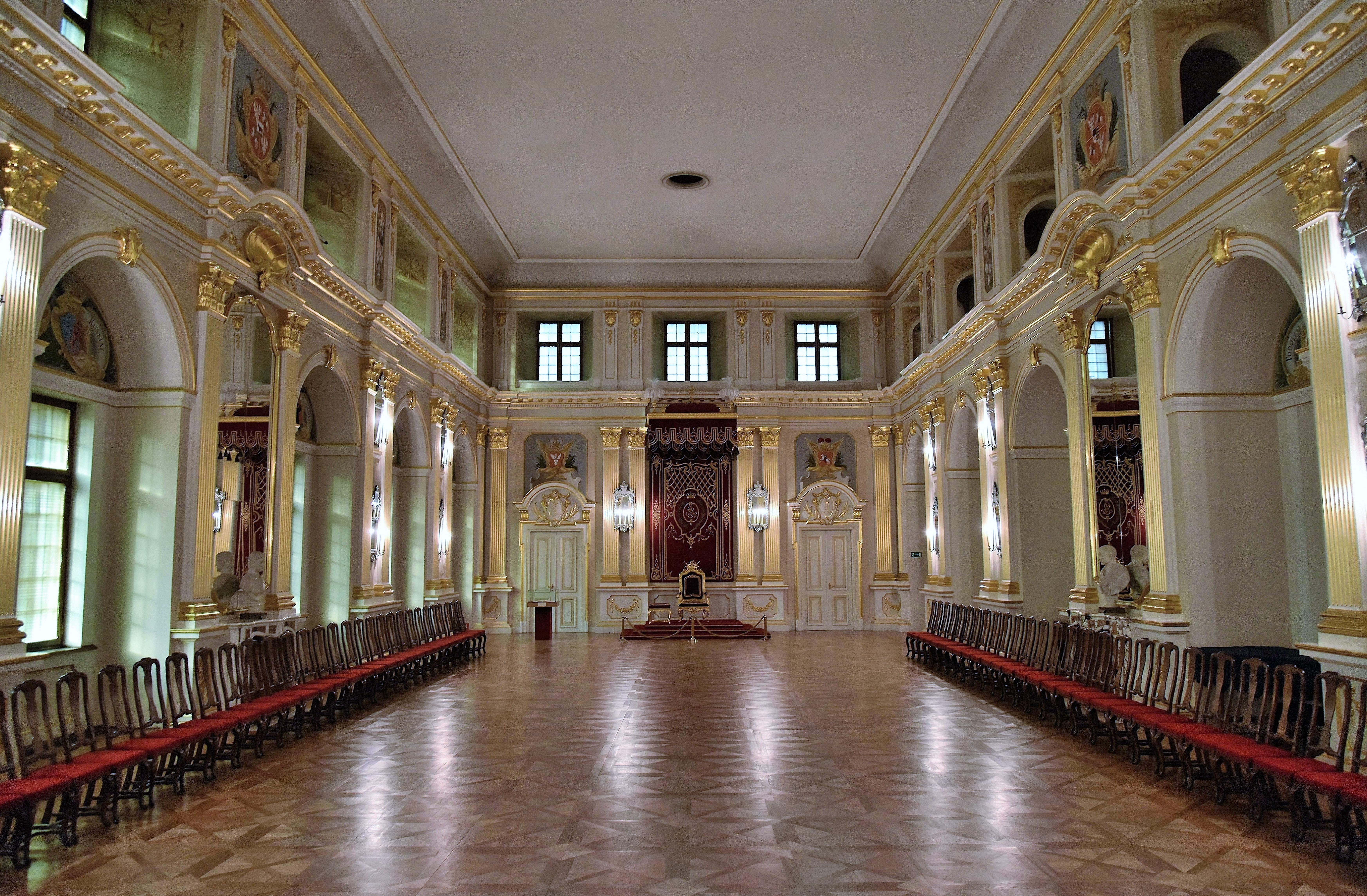
Sala Senatului din Castelul Regal, unde s-a adoptat Constituția din 3 mai

Înfrângerea Confederației de la Bar a pregătit terenul pentru următoarea etapă. La 5 august 1772, la Sankt Petersburg, în Rusia, cele trei puteri vecine—Rusia, Prusia și Austria—au semnat tratatul primei împărțiri a Poloniei. Uniunii Polono-Lituaniene i-a fost amputat o treime din teritoriu și o treime din populație (peste 200.000 km² și 4 milioane de oameni). Acest act a fost justificat pe motivul „anarhiei” Uniunii și a refuzului acesteia de a coopera cu eforturile vecinilor de restaurare a ordinii. Cele trei puteri au cerut ca Sejmul să ratifice această împărțire, amenințând cu altele și mai dure. Regele Stanisław August a cedat presiunilor și, la 19 aprilie 1773, a convocat o sesiune a Sejmului. Doar 102 deputați au participat la ceea ce a rămas cunoscut ca Sejmul Împărțirii; restul, conștienți de decizia regelui, au refuzat. În ciuda protestelor, mai ale lui Tadeusz Rejtan⁠(d), prima împărțire a Poloniei a fost ratificată.
Prima dintre cele trei împărțiri ale Poloniei din secolul al XVIII-lea care aveau să șteargă Polonia de pe harta Europei i-au surprins pe locuitorii Uniunii și au arătat în mod clar minților progresiste că Uniunea fie se va reforma, fie va dispărea. Chiar înainte de prima împărțire, un deputat din Sejm fusese trimis să ceară filosofilor francezi Gabriel Bonnot de Mably⁠(d) și Jean-Jacques Rousseau să alcătuiască unele propuneri de constituție pentru o nouă Polonie. Mably și-a trimis recomandările în 1770–71; Rousseau a terminat textul Considerații privind guvernarea Poloniei în 1772, când prima împărțire era deja în curs de realizare.
Cu susținerea regelui Stanisław August, s-a introdus un nou val de reforme. Cea mai importantă dintre acestea a fost înființarea, în 1773, a Comisiei pentru Educație Națională (Komisja Edukacji Narodowej)—primul minister al educației din lume. S-au deschis noi școli în orașe și sate, s-au tipărit manuale în format unic, au fost pregătiți învățători și profesori, iar elevi săraci au primit burse. Armata Uniunii a fost modernizată. S-au introdus reforme economice și comerciale, inițial considerate neimportante de șleahtă, și s-a încurajat dezvoltarea industriei. Țăranii au primit unele drepturi și un nou minister de interne a încercat să combată corupția. S-au făcut reforme de la rețeaua de drumuri până la închisori. S-a înființat un nou organism executiv, Consiliul Permanent (în poloneză Rada Nieustająca), format din cinci ministere.
În 1776, Sejmul i-a cerut cancelarului Andrzej Zamoyski să alcătuiască un nou cod de legi denumit Codul Zamoyski. Până în 1780, sub îndrumarea lui Zamoyski, s-a scris o primă variantă a acestuia (Zbiór praw sądowych). El ar fi întărit puterea regelui, ar fi făcut toți funcționarii înalți răspunzători în fața Sejmului, ar fi pus clerul și finanțele bisericești sub supravegherea statului, și ar fi privat nobilii fără pământ de multe dintre imunitățile lor legale. Codul legal progresist al lui Zamoyski, cu elemente de reformă constituțională, a întâmpinat opoziția șleahtei conservatoare și a puterilor străine și nu a fost adoptat de Sejm.

## Adoptarea
Evenimentele din lume au luat un curs favorabil reformiștilor. Vecinii Poloniei erau prea ocupați cu războaiele — Prusia cu Franța, Rusia și Austria cu Imperiul Otoman — și cu propriile probleme interne și nu își mai permiteau să intervină forțat în Polonia. În timpul Marelui Sejm (Sejmul de Patru Ani) din 1788–1792, părea să se profileze o mare ocazie de reformare. Sesiunea Sejmului confederat s-a deschis la 6 octombrie 1788 iar din 1790 s-au ales noi deputați care s-au alăturat celor deja existenți.
O nouă alianță pruso-polonă părea să aducă siguranță în fața unei posibile intervenții rusești, și regele Stanisław August s-a apropiat de liderii Partidului Patriotic, o grupare reformistă. Regele a alcătuit o propunere pentru o nouă consituție, cu contribuții din partea lui Stanisław Małachowski⁠(d) (președintele Sejmului), Ignacy Potocki⁠(d), Hugo Kołłątaj⁠(d), Stanisław Staszic, secretarul italian Scipione Piattoli⁠(d) al regelui, și alții.
Susținătorii propunerii, deși amenințați cu violențe de către Partidul Moscovit din Sejm (așa-numiții „hatmani”), și cu mulți deputați încă neîntorși din vacanța de Paște, au reușit să mute discutarea Actului Guvernamental cu două zile mai devreme, față de cum era planificat inițial pentru 5 mai. Dezbaterea și adoptarea Actului Guvernamental a avut loc într-un context asemănător unei lovituri de stat: mulți deputați reformiști au sosit mai devreme, în secret, iar intrările în Castelul Regal unde se întrunea Sejmul au fost păzite de garda regală, care a împiedicat moscoviții să întrerupă discuțiile.
Legea constituțională („Actul Guvernamental”) a fost citit și adoptat cu o majoritate covârșitoare, spre entuziasmul mulțimilor adunate în fața castelului.

## Trăsături caracteristice

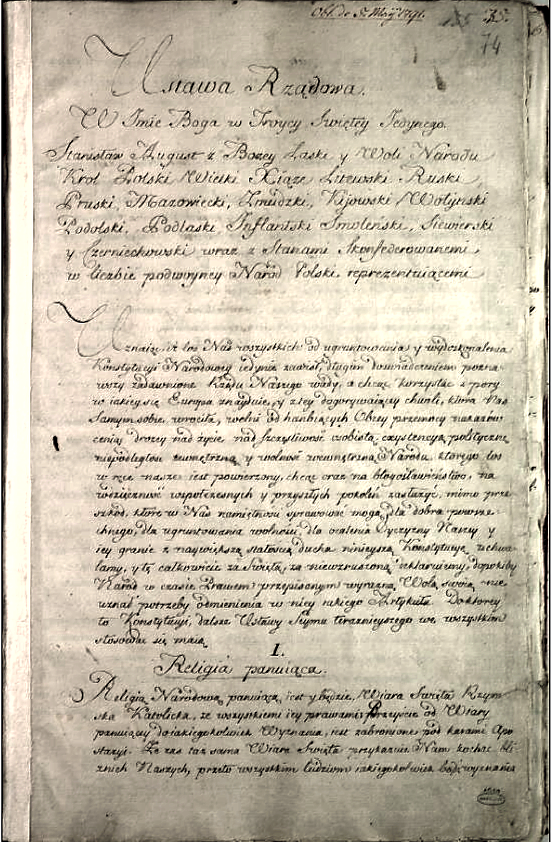
Manuscris original al Constituţiei

Regele Stanisław August Poniatowski a descris Constituția din 3 mai, conform unei relatări a vremii, ca fiind "bazată în principal pe cele ale Angliei și ale Statelor Unite ale Americii, dar evitând defectele și greșelile ambelor, și adaptate pe cât posibil circumstanțelor locale și particulare ale țării.” Într-adevăr, constituțiile naționale poloneză și americană prezentau influențe iluministe similare, inclusiv prin principiul separării și echilibrării puterilor în stat, promovat de Montesquieu—astfel că, după cum scrie în Constituția din 3 mai (articolul V), „integritatea statelor, libertățile cetățenești și ordinea socială să rămână în echilibru”—și prin parlamentul bicameral, idee susținută de același Montesquieu.
Constituția era compusă din 11 articole. Ea introducea principiul suveranității populare (aplicat nobilimii și orășenilor) și separarea puterilor în stat, în ramura legislativă (Sejm bicameral), executivă („Regele în consiliul său”) și judecătorească.
Constituția a promovat democratizarea statului prin limitarea imunităților legale și a prerogativelor politice ale nobilimii fără pământ, dând orășenilor—prin Legea Orașelor Libere Regale din 18 aprilie 1791, pe care Constituția o integra în corpusul său prin articolul III—securitatea personală, dreptul la a deține proprietăți imobiliare, și dreptul de a ocupa poziții de ofițeri în armată, funcții publice și cel de apartenență la nobilime (șleahtă).

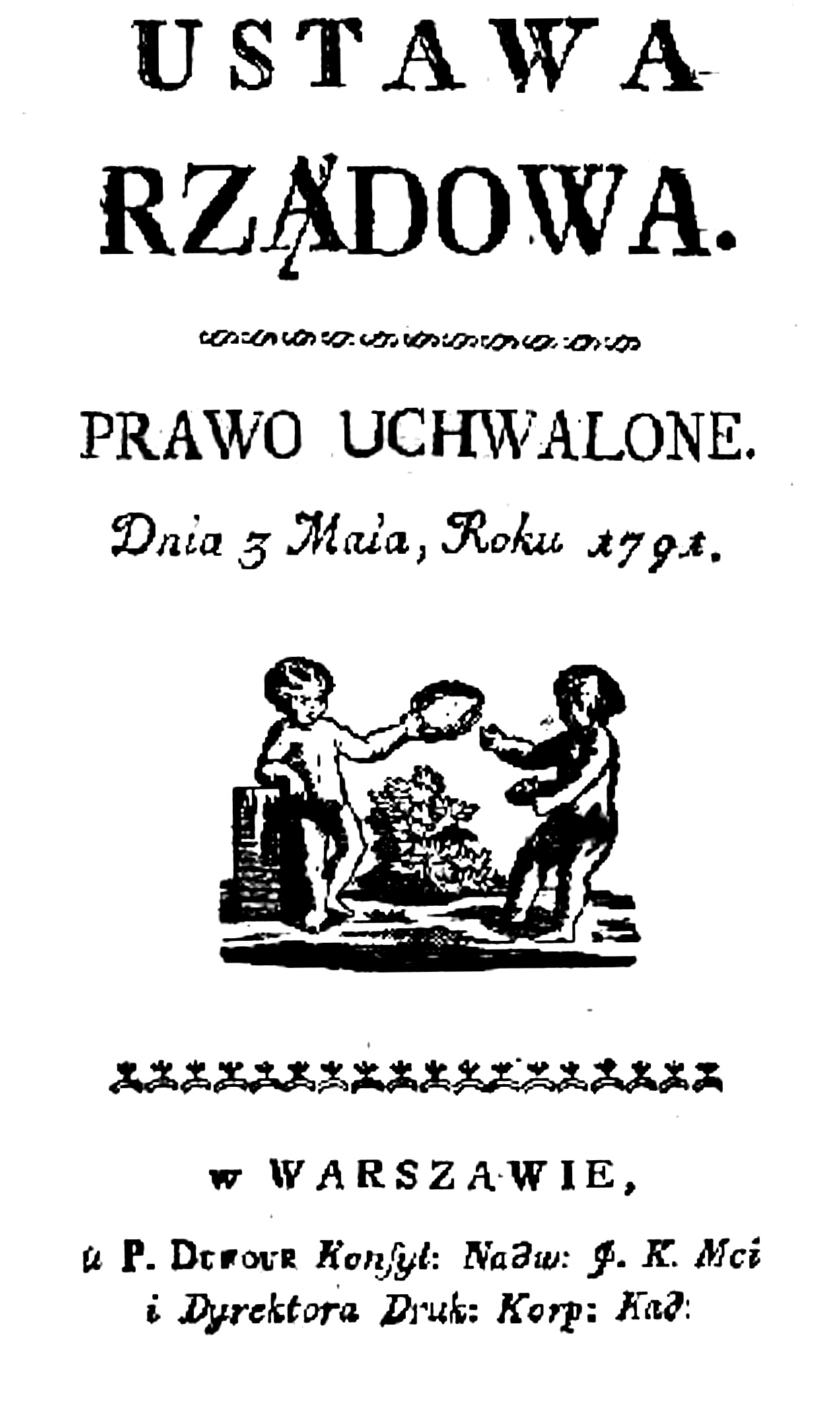
Ediţia tipărită din 1791

Actul Guvernamental a pus țărănimea din Uniune „sub protecția legii și guvernului național”—un prim pas spre abolirea iobăgiei și spre acordarea de drepturi acestei categorii sociale foarte mari și oprimate.
Constituția din 3 mai stipula că Sejmul se întrunește în sesiuni „ordinare” la fiecare doi ani și în sesiuni „extraordinare” oricând o impune o urgență națională. Camera inferioară—Camera Deputaților (în poloneză Izba Poselska)—era formată din deputați și plenipotențiari ai orașelor regale; camera superioară—Camera Senatorilor (în poloneză Izba Senacka)—era formată din senatori (voievozi, castelani, miniștri din guvern și episcopi). Numărul deputaților și senatorilor urma să fie specificat de „alte legi inferioare”.
Puterea executivă era în mâinile unui consiliu regal, denumit „Paznicii legilor” (în poloneză Straż Praw). Acest consiliu era prezidat de rege și format din 5 miniștri numiți de acesta: un ministru al poliției, un ministru al sigiliului (adică al afacerilor interne — sigiliul era un atribut tradițional al fostului cancelar), ministrul sigiliului afacerilor externe, ministrul belli (de război) și ministrul trezoreriei. Miniștrii erau numiți de rege dar erau responsabili în fața Sejmului. În plus față de miniștri, consiliul era format și de primatul romano-catolic (președinte al Comisiei pentru Educație) și — fără drept de a vorbi — prințul moștenitor, președintele Sejmului și doi secretari. Acest consiliu regal era moștenitorul unui consiliu similar care funcționase în cele două secole anterioare, începând cu Articolele Regelui Henric din 1573. Actele regelui trebuia să fie contrasemnate de ministrul respectiv. Stipularea că regele, „nefăcând nimic de unul singur, [...] nu va fi răspunzător în fața națiunii”, este similară cu principiul constituțional britanic că „regele nu poate greși”. (în ambele țări, ministrul respectiv era cel răspunzător de actele regelui.)

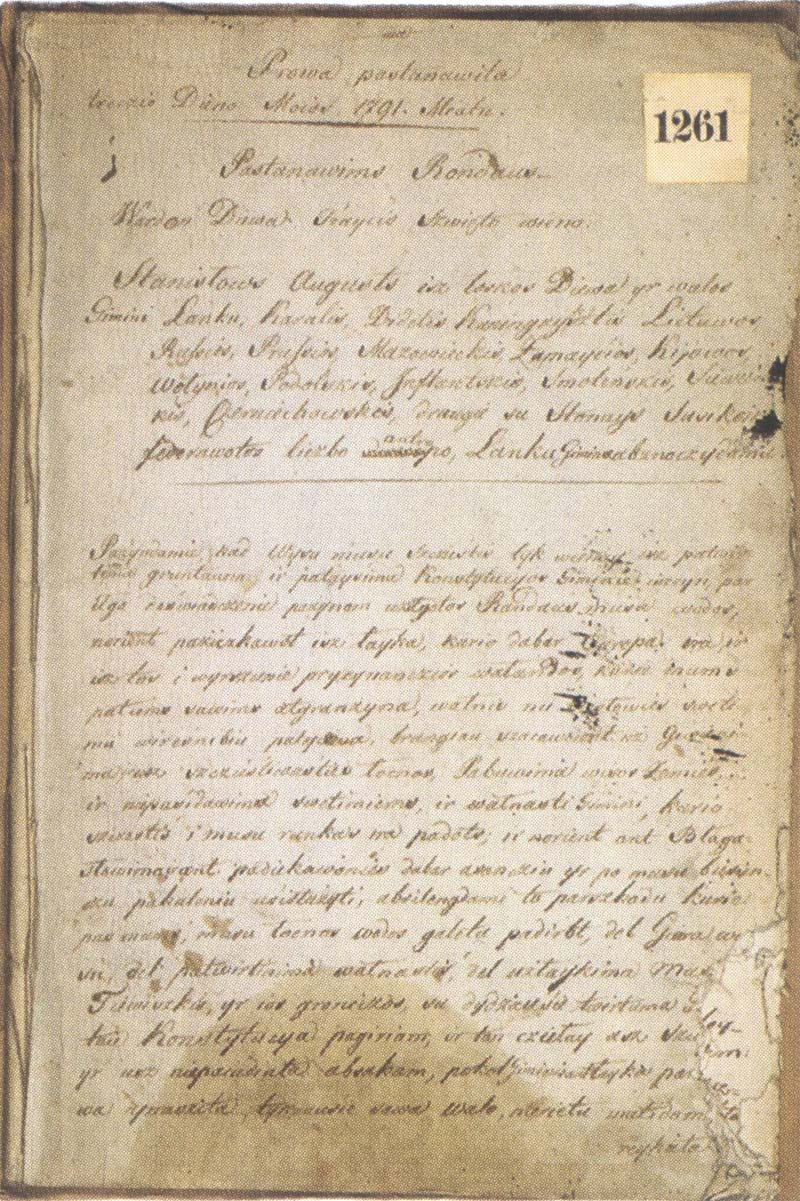
Manuscrisul din 1791 tradus în lituaniană

Pentru a accentua integrarea și securitatea Uniunii, Constituția a abolit statul federal dual polono-lituanian în favoarea unui stat unitar și a schimbat forma de guvernământ de la o monarhie individual electivă la una dinastic electivă. Ultima stipulare trebuia să reducă influențele nefaste ale puterilor străine de la fiecare alegere a regelui. Conform Constituției din 3 mai, la moartea lui Stanisław August, tronul polonez avea să devină ereditar și să treacă la Frederick Augustus I al Saxoniei, din familia Wettin, familie din care proveniseră doi dintre regii aleși ai Poloniei din acea perioadă.
Constituția a abolit câteva surse instituționale de slăbiciune guvernamentală și anarhie națională, inclusiv liberum veto, confederațiile, sejmurile confederate, puterea excesivă a Sejmik⁠(d)urilor (sejmuri regionale) rezultată din faptul că instrucțiunile lor erau obligatorii pentru deputații respectivei regiuni din Sejm.
Constituția a recunoscut catolicismul drept „religie dominantă”, dar a garantat toleranță și libertate tuturor religiilor. Armata urma să aibă până la 100.000 de soldați. Constituția furniza pârghii pentru controlul nobilimii și clerului. Se puteau aduce amendamente la Constituție o dată la 25 de ani.
Constituția din 3 mai recunoștea ca părți integrante, prin articolele 3 respectiv 6, Miasta Nasze Królewskie Wolne w Państwach Rzeczypospolitej (Legea orașelor libere regale) adoptată la 18 aprilie 1791, și Prawo o sejmikach, legea sejmurilor regionale (Sejmik⁠(d)uri), adoptată la 24 martie 1791.
Unii istorici consideră ca părți ale Constituției și „Deklaracja Stanów Zgromadzonych” (Declarația Stărilor Reunite) din 5 mai 1791, prin care se confirma Actul Guvernamental adoptat cu două zile în urmă, și Zaręczenie Wzajemne Obojga Narodów (Declarația Comună a celor Două Popoare, respectiv a Coroanei Poloniei și a Marelui Ducat al Lituaniei) din 22 octombrie 1791, prin care se afirma unitatea și indivizibilitatea Poloniei și a Marelui Ducat ca un singur stat și a reprezentării lor egale în organismele de guvernare. Declarația Comună întărea uniunea, păstrând intacte mai multe aspecte federative ale statului.
Constituția din 3 mai a rămas până la sfârșit incompletă. Coautorul Hugo Kołłątaj⁠(d) a anunțat că se lucrează la „o constituție economică…ce va garanta dreptul la proprietate [și] va asigura protecție și cinste oricărui fel de muncă…” Kołłątaj avea în vedere și o „constituție morală”, cel mai probabil ceva similar cu Bill of Rights din SUA și cu Declarația Drepturilor Omului și Cetățeanului din Franța.

## Abolirea
Constituția a rămas în vigoare doar un an înainte de a fi abolită de către armatele rusești aliate cu Confederația Targowica, în Războiul de Apărare a Constituției.
Cum războaiele dintre Turcia și Rusia și cel dintre Suedia și Rusia se terminaseră, țarina Ecaterina era furioasă din cauza adoptării constituției din 3 mai, care amenința influența rusească în Polonia. Rusia considera Polonia protectorat al său de facto. Legăturile reformiștilor polonezi cu Adunarea Națională Revoluționară Franceză erau considerate de vecinii Poloniei drept dovezi ale unei conspirații revoluționare și o amenințare la adresa monarhiilor absolutiste. Omul politic prusac Ewald von Hertzberg⁠(d) a exprimat temerile conservatorilor europeni: „Polonezii au dat lovitura de grație monarhiei prusace votând o constituție.”
Mai mulți magnați care s-au opus Constituției din start, printre care Feliks Potocki⁠(d) și Ksawery Branicki⁠(d), i-au cerut țarinei Ecaterina să intervină și să le restaureze privilegiile abolite de Constituție. Cu susținerea acesteia, ei au înființat Confederația Targowica, și în proclamația lor au denunțat Constituția pentru răspândirea „bolii contagioase a ideilor democratice”. Ei au afirmat că „intențiile alteței sale Împărăteasa Rusiei Ecaterina cea Mare, aliata Uniunii Polone, care a introdus armata sa, sunt și au fost doar cele de a readuce Uniunii și polonezilor libertate, și mai ales tuturor cetățenilor țării siguranță și fericire.” La 18 mai 1792, peste 20.000 soldați ai Confederației au trecut granița în Polonia, împreună cu 97.000 de soldați ruși.
Regele Poloniei și reformiștii au reușit să adune o armată de doar 37.000 de oameni, mulți dintre ei recruți neinstruiți. Armata poloneză, condusă de nepotul regelui, Józef Poniatowski și de Tadeusz Kościuszko, au repurtat câteva victorii în fața rușilor, dar Regele însuși a dat o lovitură cauzei poloneze: în iulie 1792, când Varșovia era amenințată cu asediul de către ruși, regele s-a convins că victoria este imposibilă în fața superiorității numerice a rușilor, și că singura alternativă la înfrângerea totală și masacrarea reformiștilor este capitularea.
La 24 iulie 1792, regele Stanisław August Poniatowski a abandonat cauza reformistă și s-a alăturat Confederației Targowica. Armata polonă s-a dezintegrat. Numeroși lideri reformiști, văzându-și cauza pierdută, s-au autoexilat. Regele nu a reușit, însă, să salveze Uniunea. Spre surprinderea membrilor Confederației Targowica, a urmat o a doua împărțire a Poloniei. Rusia a ocupat 250.000 km², iar Prusia 58.000 km². Uniunea rămânea cu un teritoriu de doar 212.000 km², care au format un mic stat-tampon cu un rege-marionetă și armată rusească.
Timp de un an și jumătate, patrioții polonezi au plănuit o insurecție. La 24 martie 1794, la Cracovia, Tadeusz Kościuszko a proclamat revolta lui Kościuszko. La 7 mai el a emis „Proclamația de la Połaniec” (Uniwersał Połaniecki), prin care dădea libertate țăranilor și promitea pământ tuturor celor ce luptau de partea sa.
După câteva victorii la început—bătălia de la Racławice (4 aprilie) și capturarea Varșoviei (18 aprilie) și a Vilniusului (22 aprilie)—răscoala a primit o lovitură puternică: forțele Rusiei, Austriei și Prusiei s-au unit pentru o intervenție militară. Istoricii consideră înfrângerea acestei răscoale ca fiind un rezultat inevitabil în fața superiorității nete a celor trei puteri invadatoare. Înfrângerea forțelor lui Kościuszko a dus la a treia și ultima împărțire a Uniunii Polono-Lituaniene.

## Amintirea

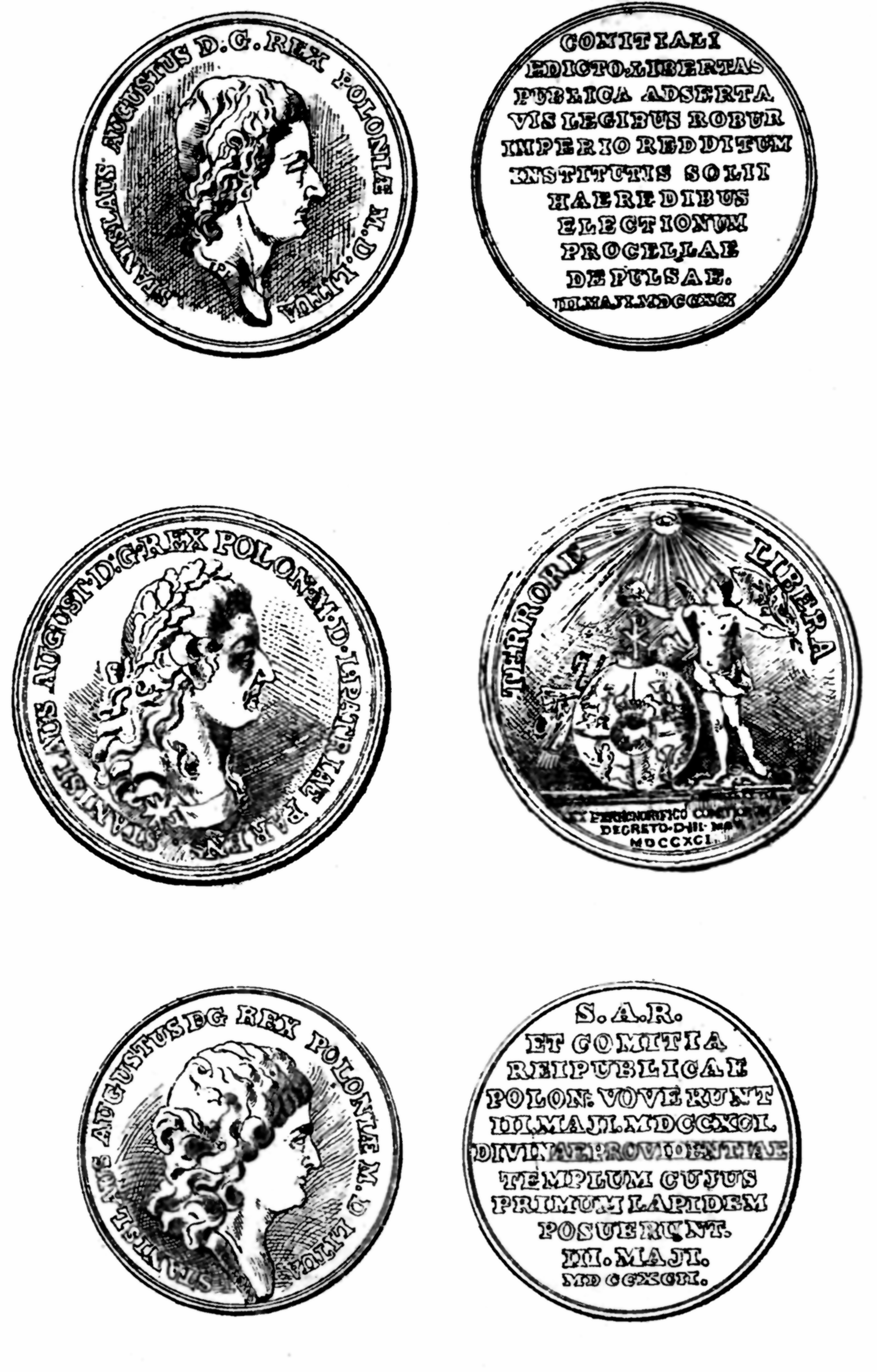
Medalii comemorative ale Constituţiei

Amintirea constituției poloneze de la 3 mai—recunoscută în domeniul științelor politice ca document progresist al vremurilor sale—a fost păstrată timp de generații și a ajutat la menținerea aspirațiilor naționale poloneze pentru un stat independent și o societate dreaptă. În Polonia, ea este văzută drept o culminare a tot ce a fost bun și luminat în istoria țării și în cultura polonezilor. Aniversarea zilei de 3 mai este cea mai importantă sărbătoare laică a Poloniei de la recâștigarea independenței în 1918.
Înainte de Constituția de la 3 mai, în Polonia, termenul „constituție” (în poloneză konstytucja) se referea la întregul ansamblu de legi, de orice caracter, adoptate la o sesiune a Sejmului. Doar după adoptarea Constituției din 3 mai, termenul konstytucja și-a luat sensul modern de lege fundamentală.
Ziua de 3 Mai a fost declarată sărbătoare națională (Święto Konstytucji 3 Maja) la 5 mai 1791. Interzisă în timpul împărțirilor Poloniei (deși și atunci sărbătorită uneori), a fost sărbătorită constant în Ducatul Varșoviei. A redevenit sărbătoare națională poloneză în aprilie 1919 în a Doua Republică Poloneză—prima sărbătoare reintrodusă în Polonia independentă. Ziua de 3 Mai a fost din nou interzisă în timpul celui de al Doilea Război Mondial de ocupanții naziști și sovietici.
După demonstrațiile anticomuniste studențești din 1946, autoritățile Poloniei comuniste au înlocuit-o cu sărbătorirea zilei de 1 Mai, Ziua Muncii; în 1951, 3 Mai a fost etichetată drept ziua Partidului Democrat și a fost scoasă de pe lista sărbătorilor naționale. Până în 1989, 3 mai a rămas o zi a protestelor anticomuniste și antiguvernamentale.
Ziua Constituției a consinuat să fie o importantă sărbătoare a diasporei poloneze din Statele Unite, îndeosebi în zona Chicago, cu o tradiție din 1892. Polonezii din Chicago au continuat această tradiție până în ziua de azi, sărbătorind-o cu festivități și cu o paradă anuală.
Sărbătoarea de 3 Mai a redevenit sărbătoare oficială în Polonia în aprilie 1990, după căderea comunismului. În 2007, 3 Mai a fost declarată sărbătoare națională și în Lituania. Prima sărbătorire comună a Sejmului Poloniei și a Seimasului Lituaniei a avut loc la 3 mai 2007.